# Zeuxia tessellata
Zeuxia tessellata är en tvåvingeart som beskrevs av Egger 1860. Zeuxia tessellata ingår i släktet Zeuxia och familjen parasitflugor. Inga underarter finns listade.